# Casinaria morionella
Casinaria morionella är en stekelart som beskrevs av Holmgren 1860. Casinaria morionella ingår i släktet Casinaria och familjen brokparasitsteklar. Arten är reproducerande i Sverige. Inga underarter finns listade.